# 틴 스르비치
틴 스르비치(크로아티아어: Tin Srbić, 1996년 9월 11일~)는 크로아티아의 체조 선수이다. 2020년 하계 올림픽에서 남자 철봉 은메달을 획득했으며 세계 선수권 대회에서 금메달 1개, 은메달 2개를 획득했다.